# ياسر كمال الطودي
فريق/ ياسر محمد كمال الدين محمد الطودي (23 سبتمبر 1967 - ) قائد عسكري مصري، يشغل منصب قائد قوات الدفاع الجوي المصرية منذ 19 ديسمبر 2023.

## التأهيل العسكري
- بكالوريوس العلوم العسكري للدفاع الجوي (1989).[1]
- دورة (50) أركان حرب عام - الأكاديمية العسكرية للدراسات العليا والإستراتيجية (2000).
- دورة (34) حرب عليا - الأكاديمية العسكرية للدراسات العليا والاستراتيجية (2011).
- دورة كبار القادة رقم (4).
- بكالوريوس هندسة - جامعة الأسكندرية (الإتصالات والكهروفيزياء).
- دكتوراة الفلسفة في التربية (علم النفس التربوي).

## الحياة المهنية
تدرج في مختلف الوظائق بقوات الدفاع الجوي المصرية أهمها:
- قائد الفرقة الخامسة عشر، والثامنة دفاع جوي.[2]
- رئيس أركان قوات الدفاع الجوي.

## الميداليات والأنواط
حاز على عدة أنواط وميداليات هي:
- نوط الواجب العسكري من الطبقة الأولى والثانية.
- نوط الخدمة الممتازة.
- ميدالية الخدمة الطويلة والقدوة الحسنة.
- ‌ميدالية اليوبيل الذهبي لثورة 23 يوليو 1952.
- ميدالية يوم الدفاع الجوي.
- ميدالية اليوبيل الفضى لنصر أكتوبر 1973.
- ميدالية اليوبيل الفضى لتحرير سيناء.
- ميدالية 25 يناير.
- ميدالية 30 يونيو.

## وصلات خارجية
- الموقع الرسمي لوزارة الدفاع المصرية